# 바이런 멀린스

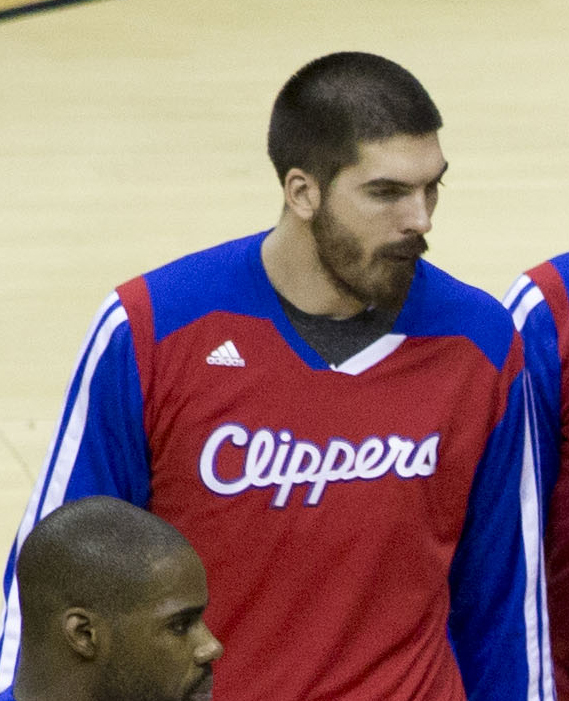

바이런 멀린스(Byron Mullens, 본명: 바이런 제임스 "B.J." 멀린스, Byron James "B. J." Mullens, 1989년 2월 14일 ~ )는 캐나디언 엘리트 바스켓볼 리그(CEBL)의 위니펙시 베어스 소속 영국계 미국인 프로 농구 선수이다. 미국에서 태어난 그는 영국인 어머니 덕분에 영국 시민권을 보유하고 있다. 댈러스 매버릭스에 의해 전체 24순위로 드래프트되었으며 2009 NBA 드래프트에서 즉시 오클라호마시티 선더로 트레이드되었다.

## 경력
- 2009-2011: 오클라호마 시티 썬더
- 2009-2011: 털사 식스티식서스
- 2011년: 파니오니오스
- 2011-2013: 샬럿 밥캣츠
- 2013~2014: 로스앤젤레스 클리퍼스
- 2014년: 필라델피아 세븐티식서스
- 2014: 산시 울브스
- 2015~2016: 수폴스 스카이포스
- 2016: 토르쿠 코냐스포르
- 2016~2017: 알 와슬 두바이
- 2017~2018: 사나트 나프트 아바단
- 2018년: 레이크랜드 매직
- 2018: 광시 라이노스
- 2018~2019: 레반가 홋카이도
- 2019~2020년: 부산 KT 소닉붐
- 2020: 모비스타 에스투디안테스
- 2020~2021: 런던 라이온스
- 2022~2024: 신베이 킹스
- 2024: 위니펙 시 베어즈